# 15 Pułk Ułanów (Cesarstwo Niemieckie)
15 pułk ułanów (Szlezwicko-Holsztyński) (niem. Schleswig-Holsteinisches Ulanen-Regiment Nr. 15)  – pułk kawalerii niemieckiej okresu Cesarstwa Niemieckiego.

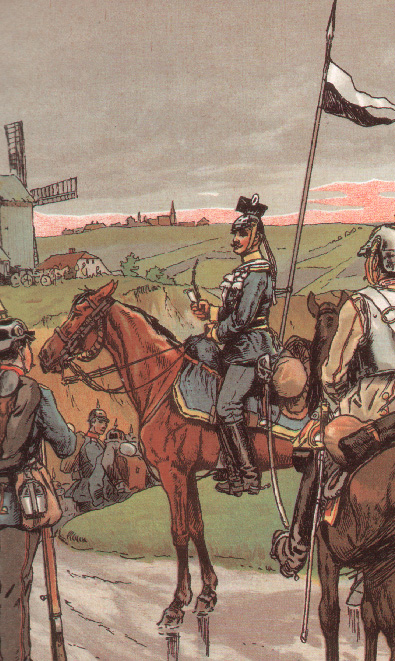

## Charakterystyka
Pułk został sformowany 27 września 1866. Stacjonował w Saarburgu . Wchodził w skład XXI Korpusu Armijnego .

 Wiosną 1914 był w strukturze 42 Brygady Kawalerii z 42 Dywizji Piechoty.
W wyniku mobilizacji, w sierpniu 1914 pułk osiągnął gotowość bojową i w składzie 42 Brygady Kawalerii z 7 Dywizji Kawalerii został wysłany na front zachodni.

2 października 1916 oddział przeorganizowano w spieszony pułk kawalerii.